# Acarodynerus lunaris
Acarodynerus lunaris är en stekelart som beskrevs av Giordani Soika 1977. Acarodynerus lunaris ingår i släktet Acarodynerus och familjen Eumenidae. Inga underarter finns listade i Catalogue of Life.